# Alina Eremia
Alina Eremia (Buftea, 15 dicembre 1993) è una cantante, attrice e personaggio televisivo rumena.

## Biografia
Originaria di Buftea e studentessa dell'Università nazionale d'arte teatrale e cinematografica Ion Luca Caragiale, ha fatto il suo debutto nel mondo dello spettacolo all'età di 5 anni, partecipando ad Abracadabra, andato in onda su Pro TV, dove si è classificata 3ª. Ha in seguito partecipato al Junior Eurovision Song Contest 2005 con il pezzo Ţurai!, riuscendo a piazzarsi al 5º posto in finale con 89 punti ottenuti.
Ha poi lavorato per la divisione rumena della Disney, interpretando il ruolo di protagonista in Pocahontas, Pocahontas II - Viaggio nel nuovo mondo, La bella e la bestia, La bella e la bestia - Un magico Natale e Il mondo incantato di Belle. Allo stesso tempo ha lanciato la propria carriera musicale, firmando un contratto con la MediaPro, parte della divisione locale dell'Universal, etichetta per mezzo la quale è stato reso disponibile il primo album in studio 360. Il disco è stato anticipato da sette estratti, tra cui Vorbe pe dos e Poartă-mă, che hanno entrambi raggiunto la top 40 della Romanian Top 100.
Ha visto la sua prima numero uno nella graduatoria nazionale grazie a Noi, pubblicata nel 2020 e contenuta nel secondo disco Déjà vu, che le ha valso tre candidature agli Artist Awards annuali, di cui una come miglior artista dal vivo; alla cerimonia, ha trionfato nella categoria di miglior album per Déjà vu.

## Discografia

### Album in studio
- 2017 – 360
- 2021 – Déjà vu

### EP
- 2021 – Show Must Go On (Live)
- 2023 – Metamorphosis
- 2023 – Oh, No!
- 2024 – Antifragil

### Singoli
- 2012 – With or Without You
- 2014 – Deep in Love
- 2014 – Cum se face
- 2014 – Când luminile se sting
- 2015 – Played You
- 2015 – You
- 2015 – A fost o nebunie
- 2015 – Original
- 2016 – De ce ne îndrăgostim
- 2016 – Rujul meu
- 2016 – Vorbe pe dos
- 2017 – Poartă-mă
- 2017 – NaNaNa
- 2017 – Îmbrăcați sau goi (con i Vunk)
- 2017 – Îmi dai curaj (feat. Grasu XXL)
- 2018 – Doar noi (feat. Mark Stam)
- 2018 – Aș da
- 2018 – Tatuaj
- 2018 – 69
- 2019 – Filme cu noi (feat. Nosfe)
- 2019 – De sticlă
- 2019 – Printre cuvinte
- 2019 – Dragoste nu-i
- 2019 – Anotimpuri
- 2019 – Foi de adio
- 2019 – 3 luni
- 2020 – Aripi de vis
- 2020 – BRB (con Nane)
- 2020 – Noi
- 2020 – Să fii fericit
- 2021 – Dependența mea
- 2021 – Cerul roșu
- 2022 – Just Saying
- 2022 – Ce-ar spune sufletul
- 2022 – Arată-mi
- 2022 – Cum mă țineai
- 2022 – Supertare (con Connect-R)
- 2022 – Umeri de piatră (con Oscar)
- 2022 – Sweat (con Arem Ozguc e Arman Aydin)
- 2022 – Party Song (con Ilkan Gunuc)
- 2023 – Ai fost (con Mario Fresh)
- 2023 – The Plan (con i Romanian House Mafia)
- 2023 – Strânge-mă in brațe, Mama (con Bianca Dragomir)
- 2023 – Cine-i focul, cine-i apa
- 2023 – Ultimul nivel (con Aerozen)
- 2023 – Privirea ta (con i DJ Project)
- 2023 – Cu voce tare
- 2023 – Nu te mai aștept
- 2023 – Dans
- 2024 – Suprize pe fundal (con Irina Rimes)
- 2024 – Gura ta
- 2024 – ADN (con David Ciente)
- 2024 – Radical din noi (con Noua Unspe)
- 2024 – Dacă ar fi pentru o zi
- 2025 – Am ales (con Killa Fonic)
- 2025 – De nu-mi dai iubirea ta (con Domino)
- 2025 – A fost mai simplu să pleci

## Filmografia

### Cinema
- Pocahontas, regia di Mike Gabriel e Eric Goldberg – Pocahontas (2008) (versione rumena)
- Pocahontas II - Viaggio nel nuovo mondo, regia di Tom Ellery e Bradley Raymond – Pocahontas (2009) (versione rumena)
- La bella e la bestia, regia di Gary Trousdale e Kirk Wise – Bella (2010) (versione rumena)
- La bella e la bestia - Un magico Natale, regia di Andy Knight – Bella (2010) (versione rumena)
- Il mondo incantato di Belle, regia di Cullen Blaine, Daniel de la Vega, Barbara Dourmashkin, Dale Kase, Bob Kline, Burt Medall e Mitch Rochon – Bella (2010) (versione rumena)

### Televisione
- Pariu cu viața – serie TV, 57 episodi (2011-2013) – Ioana Popa
- O nouă viață – serie TV, 45 episodi (2014) – Ioana Anghel

## Programmi televisivi
- Dansează printre stele (2014) – Concorrente
- Te cunosc de undeva! (2015) – Concorrente
- Next Star (2016-2017) – Membro di giuria